# West Hampstead
West Hampstead è un quartiere di Londra, situato nel borgo londinese di Camden.